# Mirbelia microphylla
Mirbelia microphylla es una especie de planta floral del género Mirbelia, familia Fabaceae, orden Fabales.

## Distribución
Se distribuye por Australia Occidental.

## Taxonomía
Fue descrita por Benth. y publicada en Fl. Austral 2: 37 (1864).